# Первая битва при мысе Финистерре (1747)
Первая битва при мысе Финистерре (англ. First Battle of Cape Finisterre) — морское сражение у мыса Финистерре между британским и французским флотом во время Войны за австрийское наследство; состоялось 14 мая 1747 года.
Французам, несмотря на британскую военно-морскую мощь, приходилось поддерживать связь со своими владениями в Америке и Ост-Индии для снабжения и поддержания связи. Однако возможности французского флота по охране конвоев были весьма ограничены. 10 мая 1747 г. две группы конвоев с охраной покинули Францию. Первый состоял из трех линейных кораблей, двух фрегатов и тридцати транспортов. Эскадрой командовал Жак-Пьер де Таффанель де ла Жонкьер. Их целью была Канада. Второй конвой состоял из двух линейных кораблей и пяти кораблей Французской Ост-Индской компании. Пунктом назначения была Ост-Индия. Планы французов были известны в Британии.
Адмирал Ансон на флагмане «Принц Георг» и контр-адмирал сэр Питер Уоррен на «Девоншире» вышли 9 апреля 1747 года из порта Плимута для перехвата французских кораблей. Примерно в 75 морских милях к северо-востоку от мыса Финистерре два флота впервые установили визуальный контакт. Французский командующий Жонкьер приказал военным кораблям и вооруженным кораблям Ост-Индской компании образовать линию. Транспортники должны были убегать. Учитывая превосходство британских кораблей, Ансон отказался от четкого боевого порядка, вместо этого отдав приказ об общей охоте на вражеские корабли. Линия противника была прорвана. Французы оказывали сопротивление до 7 часов вечера, но всё же в результате численного превосходства и маневрирования англичанам удалось захватить все военные корабли французов, а также 7 торговых судов. Захваченные суда были зачислены в Королевский военно-морской флот Великобритании, а общая сумма добычи составила 300000 фунтов стерлингов.
В результате битвы французы потеряли 700 человек убитыми и 3000 человек попали в плен, англичане потеряли 520 человек убитыми.
После этого сражения адмирал Ансон был повышен до вице-адмирала, а также получил звание пэра.
После этого сражения в морском министерстве Франции убедились, что прежняя стратегия конвоирования торговых караванов исчерпала себя. Однако французский морской министр граф Морепа распорядился увеличить численность и огневую мощь кораблей сопровождения, что спровоцировало второе морское сражение в октябре 1747 года почти в том же месте, ставшего последним морским столкновением в войне за австрийское наследство.